# ژابینکا (استان وارمی-ماسوری)
ژابینکا (به لهستانی:  Żabinka) یک روستا در لهستان است که در گمینا کروکلانکی واقع شده‌است. ژابینکا ۱۰۰ نفر جمعیت دارد.